# Joppidium rubriceps
Joppidium rubriceps är en stekelart som beskrevs av Cresson 1872. Joppidium rubriceps ingår i släktet Joppidium och familjen brokparasitsteklar. Inga underarter finns listade i Catalogue of Life.